# Едуард VI
Едуа́рд VI (англ. Edward VI; 12 жовтня 1537 — 6 липня 1553) — король Англії (1547-1553). Представник Тюдорського дому. Син англійського короля Генрі VIII і його третьої дружини Джейн Сеймур. Зійшов на трон після смерті батька. Правив недовго, бо з дитинства хворів на сухоти, від яких передчасно помер на 16 році життя. Після смерті Едуарда королевою була проголошена Джейн Грей, яка була в цьому статусі 9 днів, але не була коронована. Тому на престол зрештою вступила Марія I Тюдор.

## У культурі

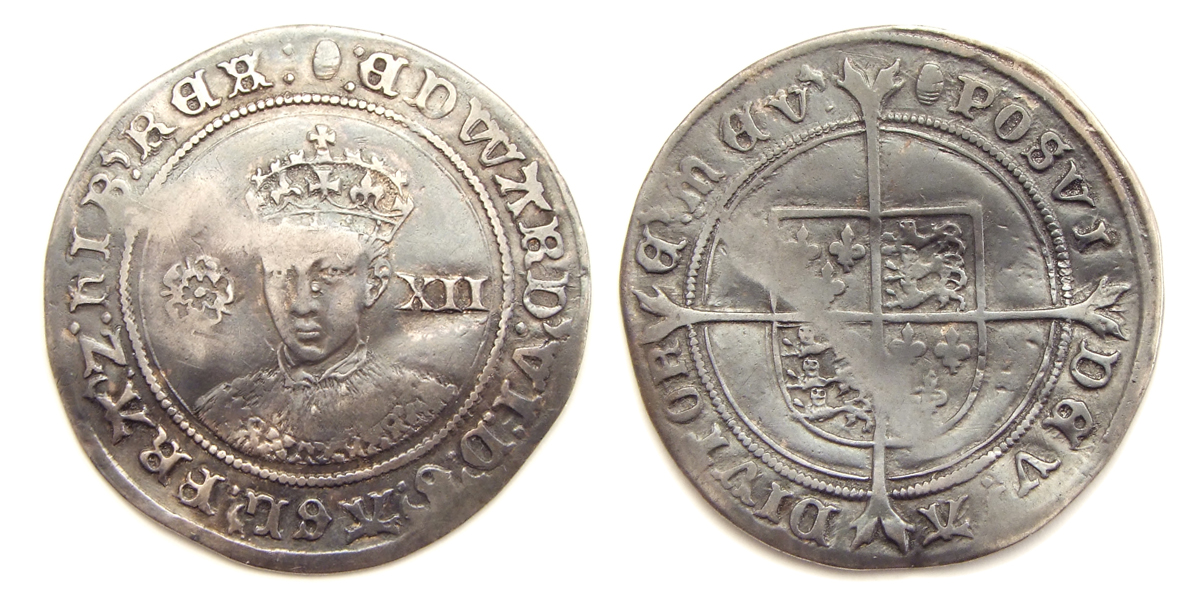
Шилінг з портретом Едуарда VI, 1551—1553 роки

У літературі є головним героєм роману «Принц та жебрак» (1881) Марка Твена. За мотивами роману знято декілька кінофільмів, зокрема: 
- Принц і жебрак[en], американський фільм 1920 року;
- Принц і жебрак[en], американський фільм 1937 року;
- Принц і жебрак, радянський фільм 1972 року;
- Принц і жебрак[en], американський фільм 1977 року.